# 소테로 아랑구렌
소테로 아랑구렌 라바이루(스페인어: Sotero Aranguren Labairu; 1894년 5월 7일, 부에노스 아이레스 ~ 1922년 날짜 미상, 바스크 주 산 세바스티안)는 부에노스 아이레스 출신의 아르헨티나 축구 선수로, 바스크 주에서 유년 생활을 보냈다. 그는 현역 시절 미드필더로 활약했으며, 그와 그의 형 에울로히오는 레알 마드리드에서 한배를 탔다.

## 생애
그는 1911년부터 1918년까지 레알 마드리드에서 7년을 활약하였는데, 60번의 경기에 출전해 4골을 기록하였다.
레알 마드리드 공식 웹사이트는 아랑구렌을 "하얀 군단의 첫 상징"으로 묘사했다.
그는 28세에 요절하면서 구단은 소테로와 그의 동료였던 마침바레나(그도 젊은 나이로 영면에 들었다)의 동상을 1군 탈의실 입구에 세웠다. 이 동상은 1925년에 세워졌으며, 현재 산티아고 베르나베우의 탈의실 입구에 세워져 있으며 세대를 아울러 레알 마드리드 선수들에게 영감을 준다.
소테로와 에울로히오 아랑구렌은 레알 마드리드에서 활약한 아르헨티나의 1세대 선수들이기도 하다.

## 수상
- 코파 델 레이: 1917
- 중부 선수권 대회: 1912-13, 1915–16, 1916–17